# Référendum constitutionnel équatorien de 2008
Un référendum constitutionnel s'est tenu en Équateur le 28 septembre 2008. Les citoyens équatoriens étaient invités à adopter ou à rejeter une nouvelle Constitution.

## Projet
Le projet comportait, entre autres, les propositions suivantes, issues des promesses qu'avaient formulées le Président de la République, Rafael Correa, lors de sa campagne électorale en 2006 :
- le droit de tous aux soins médicaux, à la nourriture, à la sécurité sociale et à l'éducation ;
- la gratuité des soins pour les personnes âgées ;
- le renforcement du contrôle de l'État sur les ressources essentielles, tels le pétrole et les minerais ;
- la possibilité d'exproprier et de redistribuer les terres arables inusitées ;
- la légalisation des mariages homosexuels ;
- la possibilité pour le président de se présenter pour un second mandat.

En outre, la Constitution proposée comportait une section sur la reconnaissance d'une autonomie juridique pour les peuples autochtones du pays :
Les autorités des communautés, des peuples et des nationalités indigènes exerceront des fonctions juridiques, sur la base de leurs traditions ancestrales et de leurs droits propres, sur leurs territoires, le pouvoir des femmes en matière de participation et de prise de décision étant garanti. Ces autorités appliqueront leurs propres normes et procédures pour résoudre les conflits internes, tant que celles-ci ne sont pas contraires à la Constitution, ni aux droits de l'homme internationalement reconnus.
L'État sera le garant en matière de respect, par les autorités et institutions publiques, des décisions prises au sein des juridictions indigènes. Ces décisions seront sujettes à un contrôle constitutionnel. La législation établira des mécanismes de coordination et de coopération entre les juridictions indigènes et les juridictions régulières. (art.171)

## Résultat
Le projet constitutionnel fut adopté par les électeurs, recevant 64 % de suffrages favorables.